# 颅内压
颅内压（intracranial pressure，ICP）是颅腔内容物（脑组织、脑脊液和血液）对颅腔壁产生的压力。通常以人的侧脑室内液体的压力，或侧卧位腰段脊髓蛛网膜下腔穿刺所测得的脑脊液（CSF）压力为代表。
颅内压的测量单位可以有：毫米汞柱（mmHg）、毫米水柱（mmH2O）或千帕（kPa），成年人正常值在平卧姿势安静状态时为 7-15 mmHg 或 9-20 cmH2O。正常人体可通过各种调节机制来维持颅内压的稳定，一名正常成年人通过调整CSF分泌和吸收平衡可以将颅内压的波动范围稳定在1毫米汞柱内。ICP的变化可由颅骨中某一种或多种组织结构变化所导致的容量变化引起。 同时，脑脊液的压力也可受到其他各种因素的影响，如：突然改变的胸腔及腹腔压力变化。
颅内压增高（increased intracranial pressure，IICP）或颅内压升高（raised ICP，RICP），是颅骨内增高的内容组织压力，常伴有头痛、呕吐、视乳头水肿等临床表现。颅内压正常值为7到15mmHg，其最高正常限值为20-25mmHg，超过上限即称为IICP。异常增高的颅内压需接受降低颅内压治疗。

## 颅内压增高的Monro–Kellie假说原理
门罗-凯利假说原理是指存在于颅内压，脑脊液提及，颅内血液循环，脑组织，及脑组织血液灌注压力之间的压力容量关系。
门罗-凯利假说认为颅骨容器是无弹性的，颅骨内的体积是固定的。 颅骨及其内成分（血液，脑脊液和脑组织）之间维持在一种体积平衡状态，如果某种颅骨内成分的体积增加，则该平衡状态将通过其他颅骨内成分的体积减小来得以补偿。
脑脊液（CSF）是颅骨内成分体积增加的主要缓冲成分，此外，颅内血容量的改变也能起到一定的缓冲作用。这些缓冲成分在颅内其余组织成分体积增加时可以起到缓冲作用。例如，当颅内出现病理性占位（例如，硬膜外血肿）时将通过CSF和静脉血的向下移位来补偿颅内压的平衡。
门罗-凯利假说命名于 爱丁堡 医生 亚历山大·门罗 和 乔治·凯利。

## 颅内压升高

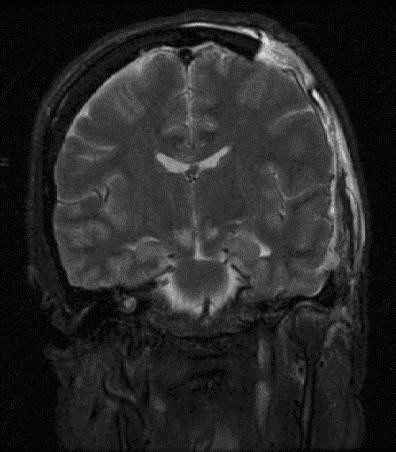
严重升高的颅内压可引发脑疝。

顱內壓升高的體徵/症狀包括:頭痛、昏睡、混亂、激動、噁心嘔吐、頸強直（頸部肌肉僵硬）、癲癇發作、庫欣三聯徵（心動過緩、呼吸緩和低血壓）、瞳孔散大。必須立即减压引流，若有出血，也须止血。